# أحاديات الذنب
أحاديات الذنب (اسم علمي:Monura) هي رتبة منقرضة من الحشرات عديمة الجناحين تتبع تحت طائفة اللاجناحيات. وكانت هذه الحشرات تشبه أقاربها المعاصرين من هلبيات الذيل القافزة وكان لديها خيوط طويلة تطول من نهاية البطن. كان لديها أيضا زوج من القرون الشرجية تشبه الساق وبعض الزوائد البطنية غير المتنقلة. وصل طول أكبر العينات المكتشفة إلى 30 ملم (1.2 بوصة) أو أكثر دون احتساب طول الشعيرة.